# Rusland op het Eurovisiesongfestival 2021
Rusland nam deel aan het Eurovisiesongfestival 2021 in Rotterdam, Nederland. Het was de 23ste deelname van het land aan het Eurovisiesongfestival. Rusland-1 was verantwoordelijk voor de Russische bijdrage voor de editie van 2021.

## Selectieprocedure
Op 8 maart 2021 werd de Russische inzending gekozen via een nationale finale. De omroep had in eerste instantie de intentie om de groep Little Big (die intern geselecteerd was voor deelname aan het Eurovisiesongfestival 2020) opnieuw naar het festival te sturen, maar de Russische omroep zou niet tevreden zijn met de nummers die de groep had gecomponeerd voor het festival. Daarop maakte Rusland-1 op 2 maart 2021 bekend dat het in allerijl nog een nationale finale met meerdere kandidaten zou organiseren. Op de avond van de selectie zelf werd pas bekend welke artiesten er gingen deelnemen aan de nationale finale. 
Uiteindelijk wist zangeres Manizja de nationale finale te winnen. 

## Nationale finale
8 maart 2021
| Plaats | Artiest     | Lied             | Percentage |
| ------ | ----------- | ---------------- | ---------- |
| 1      | Manizja     | Russian woman    | 39,7%      |
| 2      | #2Mashi     | Bitter words     | 35,7%      |
| 3      | Therr Maitz | Future is bright | 24,6%      |

## In Rotterdam
Rusland trad aan in de eerste halve finale, op dinsdag 18 mei 2021. Manizja was als derde van zestien acts aan de beurt, net na Ana Soklič uit Slovenië en gevolgd door Tusse uit Zweden. Rusland eindigde uiteindelijk op de derde plek met 225 punten en wist zich zo te plaatsen voor de grote finale.
In de finale was Manizja als vijfde van 26 acts aan de beurt, net na Hooverphonic uit België en gevolgd door Destiny Chukunyere uit Malta. Rusland eindigde uiteindelijk op de negende plek, met 204 punten.
1994 · 1995 · 1996 · 1997 · 1998-1999 · 2000 · 2001 · 2002 · 2003 · 2004 · 2005 · 2006 · 2007 · 2008 · 2009 · 2010 · 2011 · 2012 · 2013 · 2014 · 2015 · 2016 · 2017 · 2018 · 2019 · 2020 · 2021 · 2022-2025
Albanië · Australië · Azerbeidzjan · België · Bulgarije · Cyprus · Denemarken · Duitsland · Estland · Finland · Frankrijk · Georgië · Griekenland · Ierland · IJsland · Israël · Italië · Kroatië · Letland · Litouwen · Malta · Moldavië · Nederland · Noord-Macedonië · Noorwegen · Oekraïne · Oostenrijk · Polen · Portugal · Roemenië · Rusland · San Marino · Servië · Slovenië · Spanje · Tsjechië · Verenigd Koninkrijk · Zweden · Zwitserland